# Carlos Puebla
Carlos Puebla (Carlos Manuel Puebla) (Manzanillo, 11 de setembro de 1917 — Havana, 12 de julho de 1989) foi um músico, compositor e cantor cubano, que ficou conhecido como o "Cantor da Revolução Cubana".
Dentre algumas de suas canções mais conhecidas, pode-se citar: "Hasta Siempre, Comandante", "Y En Eso Llegó Fidel", "Gracias, Fidel", "Canto a Camilo", "Lo Eterno" e "Dilema".

## Biografia
Nasceu em uma família humilde, seu pai lutou na Guerra de Independência e era mecânico.
Carlos começou a trabalhar ainda muito jovem e exerceu diferentes ofícios: trabalhou em usina de açúcar e também foi aprendiz de carpinteiro e de sapateiro. Ainda na infância, começou a tocar violão, mas sem acesso à formação acadêmica.
Em 1931, começou a se apresentar na CMKM, uma emissora de rádio em Manzanillo, onde apresentou suas primeiras composições que incluíam guarachas e boleros. Depois, mudou-se para Matanzas, ondou fundou um trio, do qual também participaram: Eugênio Domínguez e Francisco Baluja. Os três atuavam em cafés, restaurantes e na emissora de rádio CMGH. Viajaram para Havana para participar do Concurso "La Corte Suprema del Arte", onde obtiveram o segundo lugar. Passaram a atuar percorrendo diferentes localidades como: Las Villas, Camagüey, Pinar del Río, Oriente e frenquentemente em Manzanillo.
Dentre os primeiros interpretes importantes das músicas de Carlos, merece destaque: Barbarito Diez, que cantava na orquestra de Antônio María Romeu e também cantava juntamente com Isaac Oviedo e Graciano Gómez em Havana em locais como o Café Vista Alegre.
Até o final da década de 1930, compôs boleros com letras sentimentais e "canções cruéis", nas quais incluía inesperados elementos humorísticos. Na década de 1940, foram gravadas suas primeiras composições.
Em Santiago de Cuba, atuou no Clube 3000, durante uma temporada. A partir do início de década de 1950, passou a residir em Havana, onde integrou o trio La Clave Azul e, em 1952, fundou o grupo "Carlos Puebla y sus Tradicionales", que tinha elementos tocando violões, maracas, bongós e marímbula.
Inicialmente o grupo era integrado por: Carlos, Santiago Martínez, Nerón Guada e Rafael Lorenzo. Posteriormente, o cantor e maraqueiro Pedro Sosa se juntou ao grupo. Durante dez anos o grupo atuou na Bodeguita del Medio, lugar que foi frequentado por personalidades como: Nicolás Guillén, Pablo Neruda, Rafael Alberti, Agustín Lara, entre outros. Nessa época, além das canções românticas, o grupo também tocava canções de conteúdo social como: "Los caminos de mi Cuba", "Ya tenemos hospital", "Plan de machete", "El survey", "Ay, mi pobre Cuba" e "Este es mi pueblo".
Em 1955, foram gravadas as primeiras canções do grupo pela Panart. Em 31 de janeiro de 1956, o grupou gravou: "La bondad inútil", "Salgamos del error", "Que te mejores" e "Quiero hablar contigo". Essa última foi a composição romântica mais conhecida do grupo, que na época fez grande sucesso em uma versão gravada por Blanca Rosa Gil.
Na segunda metade da Década de 1950, várias canções compostas por Carlos ganharam popularidade, dentre elas, merece destaque o chachachá: "Influencias", gravada no disco "Conjunto Casino", que versava sobre as influências culturais norte-americanas em Cuba.
Suas canções integraram a trilha sonora de filmes como: Nosso homem em Havana (1958), protagonizado por Alec Guinness e Estado de Sítio (1972), dirigido por Constantin Costa-Gavras.
O triunfo da Revolução Cubana de 1959, deu novo rumo à carreira de Carlos, naquele ano foi gravado o disco: "Este es mi pueblo", que reuniu várias de suas canções de conteúdo social anteriores a 1959 e outras escritas naquele ano, como: a guajira "El credo" e as guarachas "Y eso sí que no", "Procura venir en paz", "Todo por la Reforma Agraria", "M-I-I-59" e "Y en eso llegó Fidel", tendo essa última maior sucesso.
Poucos tempo depois, foi gravado o disco: "De Cuba traigo un cantar", que incluiu canções como: "Gracias Fidel", "Canto a Camilo", "Yo también soy miliciano", "El son de la alfabetización", "Rompiendo las relaciones" Sobre a ruptura das relações diplomáticas entre os Estados Unidos e Cuba, "Los comités de defensa", "Yo sigo siendo cubano" e "La OEA es cosa de risa" (sobre a expulsão de Cuba da OEA). Nessa época, aprimorou seus talentos no "Seminário de Música Popular", fundado pelo pianista e musicólogo Odílio Urfé, para capacitar músicos populares. 
Em 1961, gravou um disco que incluía gravações de Pablo Neruda declamando poemas de apoio à Revolução Cubana. Por mais de uma década, ele e seu grupo se apresentaram em diferentes países em atos e concertos de solidariedade com a Revolução Cuba, incluindo apresentações:
- Em Montevidéu, no Palácio Peñarol, junto com Los Carreteros;
- Na Venezuela, na Associação de Jornalistas e em várias universidades;
- No México, no Auditório do Bosque de Chapultepec, em Guadalajara e Guanajuato;
- em várias ocasiões em cidades da Espanha, de Portugal e da Itália; e
- também na Bolívia, no Chile, no Panamá, na Nicarágua, na Colômbia, no Equador, na Costa Rica, em Honduras, no Brasil, na Suécia, na Alemanha Ocidental, na Dinamarca, na Mongólia, na Coreia do Norte, na União Soviética, na Bélgica, na Noruega, na Suíça e na Finlândia.

Em 1964, escreveu uma música para campanha presidencial de Salvador Allende no Chile. Entre o final da década de 1960 e o início da década de 1970, Carlos e seu grupo gravaram canções clássicas do repertório cubano, incluindo obras de Sindo Garay, Miguel Companioni, Eusébio Delfín, Manuel Corona e Alberto Villalón, entre outros. Além disso, boleros compostos por Carlos tinham grande sucesso como: "Quién se lo iba a imaginar", interpretado pela dupla "Clara y Mario".
Sua obra mais difundida internacionalmente foi a "Hasta siempre", escrita na época em que Che Guevara deixou Cuba em 1965, e que teve maior repercussão após a morte de Che em 1967. Essa canção foi gravada por diferentes interpretes e inclusive em outros idiomas. Dentre outras canções de apoio à Revolução Cubana, pode-se citar:
- "los diez millones", na qual presta uma homenagem à grande mobilização popular para o trabalho agrícola durante a safra de cana de açúcar de 1969;
- "Ojo con la CIA", na qual protesta contra atentados promovidos a a economia cubana;
- "La realidad Alamar", na qual presta homenegem ao esforço para construir novas zonas residenciais destinadas a operários e camponeses.

Na canção "El ejemplo de Viet Nam", presta apoio ao Vietnã do Norte. As canções: "Guajira por Lolita Lebrón", "Ya te veremos libre" e "Canto a Puerto Rico" são de apoio à independência de Porto Rico. Também fez canções de apoio à luta contra a segregação racial nos Estados Unidos e relacionadas com outros temas sociais.
Diversas vezes expressou sua alegria pela vitória de Salvador Allende no Chile, país que vistou várias vezes. Estava na França, quando soube da morte de Salvador Allende e, em poucos minutos, compôs a guajira "Elegía por Salvador Allende". A partir da segunda metade da década de 1970, Carlos e seu grupo fizeram apresentações em vários países de Europa e América Latina, inclusive em festivais e atos organizados por sindicatos e grupos de solidariedade à Cuba. Fez diversas apresentações às tropas cubanas em Angola.
Em 1981, concedeu uma entrevista à revista cubana "Revolución y Cultura", na qual declarou que tinha muita honra de ser acusado de panfletário, pois José Martí e Lenin também o foram. Deixou diversas composições inéditas.

## Discografía
- 1997: Cantarte Comandante.
- 1997: La novia del feeling.
- 1997: Toda una vida.
- 1998: Hasta siempre.
- 1999: Dos voces de América en un canto a Cuba.
- 1999: Soy del pueblo.
- 2001: Mis cincuenta preferidas. Vol. III.
- 2004: El gran tesoro de la música cubana. Vol. IV
- 2004: Rebeldes.

“
De Cuba traigo un cantar

hecho de palma y de sol

cantar de la vida nueva

y del trabajo creador

para el ensueño mejor

cantar para la esperanza

para la luz y el amor...”

— De Cuba traigo un cantar